# Судебная система Словении
Судебная система Словении является одной из трёх ветвей власти в стране, которая действует самостоятельно и независимо от двух других (законодательной и исполнительной).

## Принципы
Судебная система Словении руководствуется следующими основополагающими принципами:
- принцип независимости (подчинение только Конституции и закону)
- принцип избирательности (назначаются судьи только по предложению Судебного совета Государственным собранием)
- принцип устойчивости (судья исполняет свои обязанности только до выхода на пенсию)
- принцип иммунитета (никто из участников процесса не может быть привлечён к ответственности за мнение, высказанное при принятии решения в суде; это может сделать только Государственное собрание)
- принцип несовместимости (судья не может работать в других государственных органах)
- принцип гласности (работа судов должна быть общедоступной, слушания должны быть открытыми, решения объявляются публично)
- принцип демократичности (выражается в принципах избирательности и гласности, а также правах граждан участвовать в процессе как судьи и присяжные)
- принцип инстанций (необходимо не менее двух уровней судов)

## Судьи
Кандидатуры судей предлагаются Судебным советом Словении, сами судьи назначаются Государственным собранием Словении и получают постоянный мандат. Все судьи должны иметь высшее юридическое образование, пройти краткосрочный период адвокатской или судебной практики и затем сдать специальный государственный экзамен. Они выбираются не из практикующих юристов, а проходят предварительное обучение.

## Система судов
Судебная система делится на три инстанции. Суды первой инстанции — это обычные суды, которые делятся на гражданские и уголовные суды, занимающиеся делами различной важности. Есть 44 краевых суда (рассматривают гражданские дела  и малые уголовные дела) и 11 окружных судов (окружные суды по всем другим делам). Существуют также специальные суды безопасности труда, суды общественной безопасности и административные суды.
Суды второй инстанции — четыре апелляционных суда, расположенные в городах Целе, Копер, Любляна и Марибор, и ещё один апелляционный суд по трудовой и социальной безопасности в Любляне. Они рассматривают обжалования решений судов первой инстанции, опираясь на положения закона и факты.
Верховный суд Словении является судом третьей, высшей инстанции, который рассматривает апелляции судов второй инстанции и руководствуется только положениями закона.
Конституционный суд Словении отделён от регулярной судебной системы.